# Representació de límits

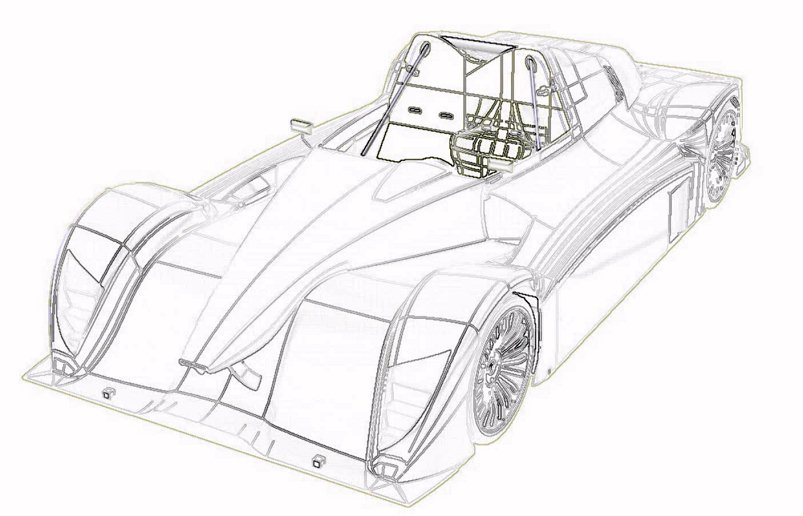
Exemple de Corsica Coachworks generat amb el model B-Rep. Cal tenir en compte que les àrees superficials estan cosides.

En el modelatge sòlid i el disseny assistit per ordinador, la representació de límits (sovint abreujat B-rep o BREP) és un mètode per representar una forma 3D mitjançant la definició dels límits del seu volum. Un sòlid es representa com una col·lecció d'elements de superfície connectats, que defineixen el límit entre els punts interiors i exteriors.

## Visió general
Una representació de límits d'un model inclou components topològics (cares, arestes i vèrtexs) i les connexions entre ells, juntament amb definicions geomètriques per a aquests components (superfícies, corbes i punts, respectivament). Una cara és una porció limitada d'una superfície; una aresta és una peça limitada d'una corba i un vèrtex es troba en un punt. Altres elements són la carcassa (un conjunt de cares connectades), el bucle (un circuit d'arestes que delimita una cara) i els enllaços de vora de bucle (també coneguts com a enllaços de vores alades o mitges vores ) que s'utilitzen per crear els circuits de vora.

## En comparació amb la geometria sòlida constructiva
En comparació amb la representació de geometria sòlida constructiva (CSG), que utilitza només objectes primitius i operacions booleanes per combinar-los, la representació de límits és més flexible i té un conjunt d'operacions molt més ric. A més de les operacions booleanes, B-rep té extrusió (o escombrat), xamfrà, barreja, dibuix, desgranatge, retoc i altres operacions que en fan ús.

## Història
El mètode bàsic per a BREP va ser desenvolupat de manera independent a principis dels anys 70 tant per Ian C. Braid a Cambridge (per a CAD) com per Bruce G. Baumgart a Stanford (per a visió per ordinador). Braid va continuar el seu treball amb el modelador de sòlids de recerca BUILD, que va ser el precursor de molts sistemes de modelatge de sòlids comercials i d'investigació. Braid va treballar en els sistemes comercials ROMULUS, el precursor de Parasolid, i en ACIS. Parasolid i ACIS són la base de molts dels sistemes CAD comercials actuals.
Després del treball de Braid per als sòlids, un equip suec dirigit pel professor Torsten Kjellberg, va desenvolupar la filosofia i els mètodes per treballar amb models híbrids, marcs de filferro, objectes de làmina i models volumètrics durant la dècada de 1980. A Finlàndia, Martti Mäntylä va produir un sistema de modelatge sòlid anomenat GWB. Als EUA Eastman i Weiler també estaven treballant en la representació de límits i al Japó, el professor Fumihiko Kimura i el seu equip de la Universitat de Tòquio també van produir el seu propi sistema de modelatge B-rep.
Inicialment CSG va ser utilitzat per diversos sistemes comercials perquè era més fàcil d'implementar. L'arribada de sistemes comercials fiables de nucli B-rep com Parasolid i ACIS, esmentats anteriorment, així com OpenCASCADE i C3D que es van desenvolupar posteriorment, ha portat a l'adopció generalitzada de B-rep per a CAD.

## Normalització
L'estandardització per a la representació de límits va trigar temps a desenvolupar-se. En una reunió organitzada per Computer-Aided Manufacturing International (CAM-I) l'any 1979 es va parlar del format IGES per a la transferència de models sòlids. IGES no era, doncs, adequat. Una altra complicació va ser la coexistència, doncs, de dues grans representacions, CSG i Boundary Representation, encara que l'ús de CSG en sistemes comercials va començar a disminuir més tard. Els desenvolupaments posteriors dins de CAM-I van donar lloc al format de límits experimental, conegut com a XBF, que es va proposar a l'IGES com una possibilitat d'extensió per cobrir els models de representació de límits. No obstant això, això no es va assumir. A finals de la dècada de 1980, un projecte anomenat CAD*I va desenvolupar una representació estàndard que després es va convertir en una de les bases per al desenvolupament del format de model sòlid STEP, el primer format d'intercanvi de dades àmpliament acceptat per a la representació de límits.
En el món de l'intercanvi de dades, STEP, l'estàndard per a l'intercanvi de dades del model de producte també defineix alguns models de dades per a representacions de límits en una forma neutral que es poden mapar a estructures de dades específiques. Els models topològics i geomètrics genèrics comuns es defineixen a la ISO 10303-42 Representació geomètrica i topològica.